# Józef Strumiłło (1774–1847)
Józef Strumiłło herbu Nałęcz (ur. 14 grudnia 1774 w Kurlikiszkach, zm. 30 lipca 1847) – prawnik, mason, członek Rządu Tymczasowego w Wilnie, działacz Towarzystwa Patriotycznego, więzień polityczny, ziemianin, przyrodnik i prekursor nauk ogrodniczych.

## Życiorys
Ukończył sześcioklasową szkołę wydziałową prowadzoną przez bernardynów w Traszkunach (pow. wiłkomierski), a następnie Wydział Prawa Szkoły Głównej Wielkiego Księstwa Litewskiego. Od 1795 był adwokatem w sądach wiłkomierskich, a od 1798 w litewskim Trybunale Głównym. W czasie kampanii Napoleona I na Moskwę od lipca 1812 był członkiem Rządu Tymczasowego w Wilnie. W latach 1801–1825 był wybranym sekretarzem Izby Szlacheckiej gub. wileńskiej. Od 1811 członek wileńskiej masonerii, od 1816 członek loży „Gorliwy Litwin”, następnie loży „Szkoła Sokratesa” i „Wielbiciele Cnoty” w Wilnie. Po wprowadzeniu w 1822 zakazu działalności tajnych organizacji oficjalnie zrezygnował z funkcji i działalności w masonerii. W tym czasie związał się jednak z wileńską gminą podziemnego Towarzystwa Patriotycznego pod przewodnictwem Jana Woyniłłowicza, w której przygotowywano plany zbrojnego powstania w Wilnie. Za tę działalność został w 1826 aresztowany i następnie więziony w Warszawie i Petersburgu, m.in. w Twierdzy Pietropawłowskiej, gdzie nabawił się gruźlicy. Po zwolnieniu wiosną 1829 powrócił do Wilna, gdzie wycofał się z wszelkiej działalności politycznej. Był znanym filantropem wileńskim.
Ziemianin, właściciel dóbr Inkierta i Skarkokłanice w pow. wiłkomierskim. Z zamiłowania sadownik i ogrodnik, w których to dziedzinach był samoukiem, a swoją wiedzę wzbogacał czytając zagraniczną literaturę. Na przedmieściach Wilna, przy ulicy Strumiłowej założył w 1811 tzw. „Ogród Strumiłły”, w którym uprawiał warzywa, rośliny ozdobne i kwiaty. Zachowała się treść napisu znajdującego się przy wejściu do ogrodu, który głosił: „Ogród otwarty do godziny 8-mej wieczorem, psów do ogrodu wprowadzać i kwiatów zrywać niewolno./ Ktokolwiek z gości wszedłszy do tego ogrodu zerwie co zabroniono, wówczas bez zawodu czy to będzie Kawaler, czy Dziecko, czy Dama Spotka go to, co w raju spotkało Adama”.

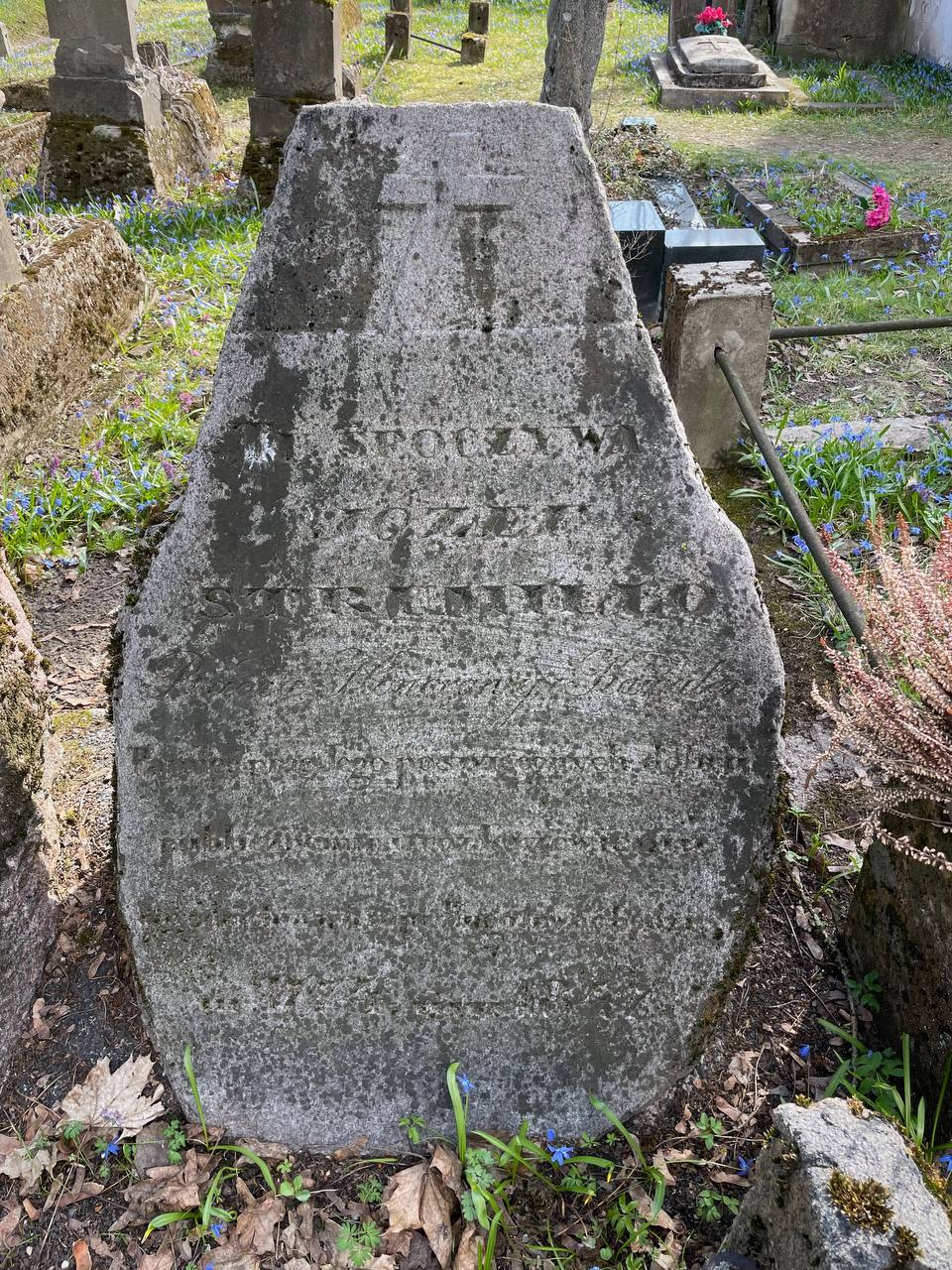
Grób Józefa Strumiłły na cmentarzu Bernardyńskim w Wilnie

Jego najważniejszym dziełem były wydane w 1820 Ogrody północne... wznawiane wielokrotnie, w których wyłożył zasady zakładania ogrodu i pielęgnacji roślin. Opowiadał się nim za stylem angielskim wykorzystującym naturalne walory krajobrazu. Mimo krytyki, jego książka aż do 1876 była głównym podręcznikiem z zakresu ogrodnictwa na Ziemiach Zabranych. Dzięki niej jej autor zyskał sławę pioniera kultury ogrodniczej w Polsce. Publikował także w prasie fachowej, głównie w „Dzienniku Medycyny, Chirurgii i Farmacji”. Wprowadził oryginalną terminologię ogrodniczą, w której obok ówczesnej łacińskiej i polskiej szeroko wykorzystywał nazwy pospolite. Do jego prac w tym zakresie nawiązywał m.in. Józef Jundziłł. Po 1829 założył pod Wilnem kilka ogrodów „lekarskich”, w których uprawiał rośliny lecznicze. Jego działalność zarówno praktyczna, jak i teoretyczna zyskała mu powszechne uznanie. Rząd rosyjski nadał mu rangę radcy tytularnego. Był także członkiem rzeczywistym stowarzyszeń rosyjskich Towarzystwa Gospodarskiego Wiejskiego w Moskwie i Towarzystwa Miłośników Ogrodnictwa. Członek korespondent Galicyjskiego Towarzystwa Gospodarskiego (1846–1847).
Zmarł na gruźlicę i został pochowany na cmentarzu Bernardyńskim w Wilnie. Na jego grobie wyryto napis pamięć prac jego, poświęconych dobru publicznemu i rozkrzewieniu ogrodnictwa w kraju długo trwać będzie.

### Niektóre prace Józefa Strumiły
- Ogólne prawidła dla amatorów i amatorek kwiatów, którzy w niedostatku kosztownego trejbhauzu, piękne kwiaty i rozmaite rośliny mieć i utrzymywać mogą w pokojach, „Dziennik Wileński”, T. 2, 1816
- Ogrody północne, czyli zbiór wiadomości o rozmnażaniu i pielęgnowaniu drzew owocowych i roślin ozdobnych, o inspektach, trejbhauzach i oranżeriach, oraz o utrzymaniu roślin kwiatowych w pokojach, Wilno 1820
- Katalog roślin znajdujących się w ogrodzie Józefa Strumiłły, Wilno 1822,
- Rocznik ogrodniczy powszechny, Wilno 1830,
- Słownik kwiatowy, czyli emblematyczne znaczenie roślin, kwiatów i kolorów, za pośrednictwem których w nieobecności można rozmawiać. Wyjątek z Ogrodów północnych, Wilno 1834,
- Rocznik ogrodniczy powszechny, Wilno 1837,
- Pszczelnictwo ogrodnicze, czyli domowe, Wilno 1837,
- Rocznik ogrodniczy powszechny, Wilno 1843,
- Traktat, czyli nauka o georginiach. Historia jej odkrycia, doskonalsza uprawa, rozmaite środki rozmnażania przez zasiew, rozdzielenie korzeni, flancowanie, czyli gałązkowanie, odkładanie, szczepienie i łączenie, oraz o wszystkich sposobach jej pielęgnowania, Wilno 1842.

## Odznaczenia
Odznaczony Orderem św. Anny III klasy (1816).

## Rodzina
Urodził się w rodzinie ziemiańskiej, był synem starosty wilkomierskiego Antoniego i Eleonory. Ożenił się dwukrotnie: 1) z Teofilą z Burbianów, z którą miał córkę Józefę z męża Gucewicz, 2) z Ludwiką z Libeltów, z którą miał synów: Teofila i Józefa (1820-1858).